# János Xántus
János Xántus (auch: Johann Xantus oder János (Johann) Xantus von Csíktaplocza; englisch: John Xantus (de Csiktapolcza oder de Vesey), * 5. Oktober 1825 in Csokonya, Komitat Somogy, Kaisertum Österreich; † 13. Dezember 1894 in Budapest in Österreich-Ungarn) war ein ungarischer Zoologe. Sein wissenschaftliches Autorenkürzel lautet „Xantus“.

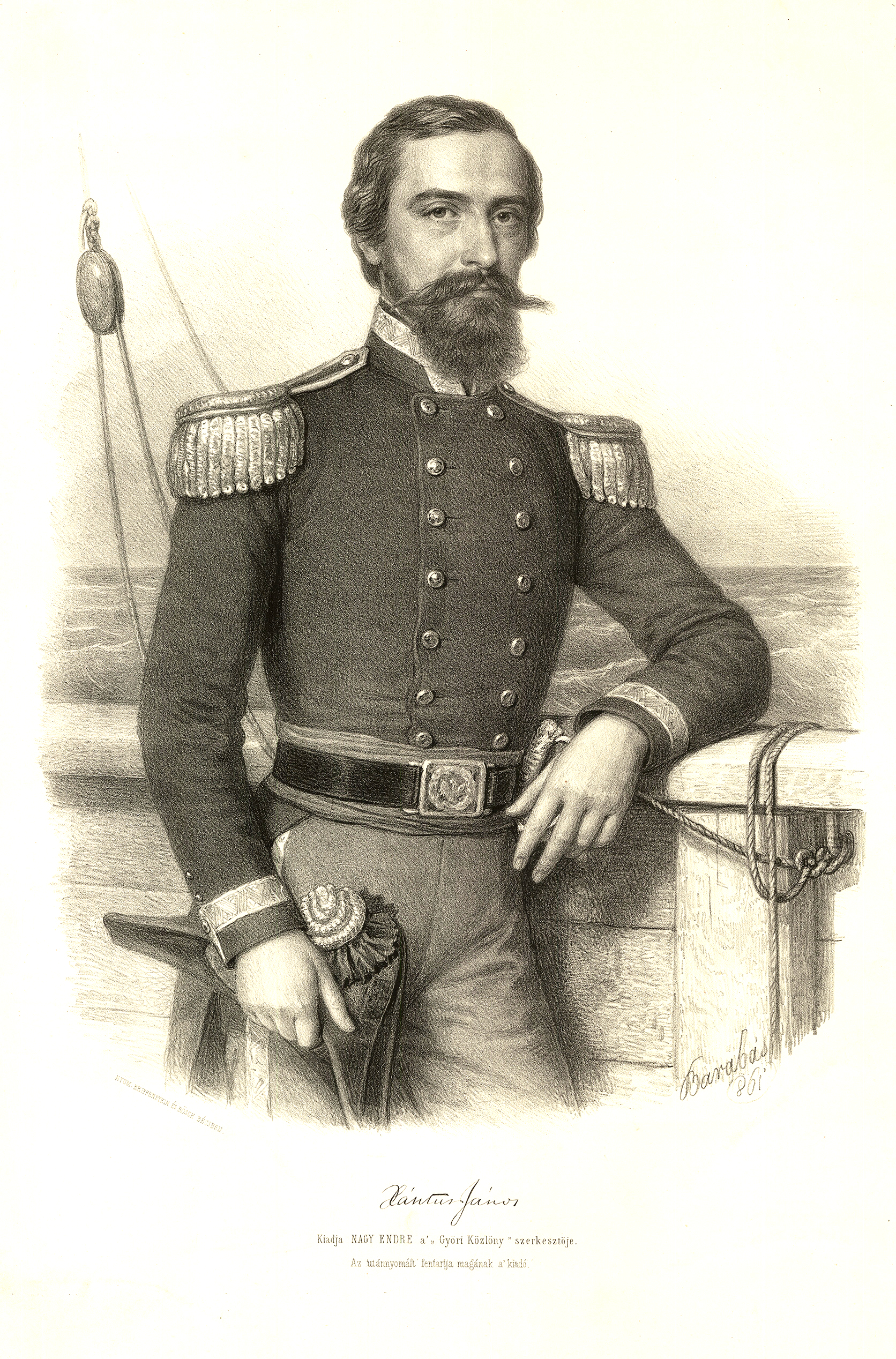
János Xántus

## Leben
János Xántus stammte aus einer wohlhabenden bürgerlichen Familie; den Adelstitel „de Vesey“ legte Xantus sich selbst zu und benutzte verschiedene Varianten davon. Xantus ging in Pécs auf das Gymnasium und erlangte 1841 in Győr die Matura. Xantus studierte an der Universität Pécs von 1841 bis 1845 Rechtswissenschaften. Während der Märzrevolution von 1848 unterstützte Xantus seinen Landsmann Lajos Kossuth und kämpfte als Hauptmann gegen die österreichischen Truppen unter General Windisch-Graetz. Am 8. Februar 1849 wurde er mit seinem Korps gefangen genommen und in der Festung Königgrätz in Böhmen interniert, anschließend als Strafgemeiner in ein k. k. Regiment eingereiht, aber auf Betreiben seiner Angehörigen im Juli 1850 entlassen. Er ging nach Dresden, wo er sich mit anderen Revolutionären traf. Nach seiner Rückkehr wurde er in Prag verhaftet. Er konnte aber entkommen und floh über Tetschen, Pirna und Hamburg nach London, wo er sich 1851 nach Amerika einschiffte.

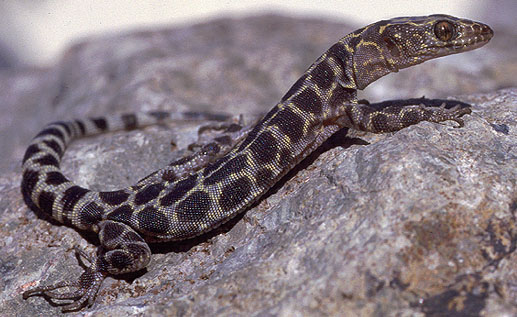
Xantusia henshawi

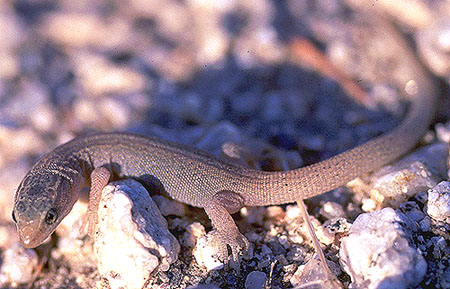
Xantusia vigilis

Um in den USA seinen Lebensunterhalt zu verdienen, arbeitete er u. a. als Buchhändler, Apotheker und Lehrer. Aber erst als er sich als Krankenpfleger zur US-amerikanischen Armee meldete, wendete sich das Blatt zum Besseren. Dort beim Militär machte er die Bekanntschaft des Chirurgen William Alexander Hammond, der als Sammler für den bekannten Zoologen Spencer Fullerton Baird arbeitete.
Unter der Förderung Hammonds avancierte Xantus zum Hilfschirurgen und ließ sich von diesem unter anderem in den Naturwissenschaften unterweisen. Mit der Zeit wurde auch er zu einem begabten Sammler. 1853 war er Begleiter des Herzogs Paul Wilhelm von Württemberg bei dessen Expeditionen nach Texas und von da an die Grenze von Mexiko. Er erkrankte aber an Gelbfieber und blieb einige Monate in New Orleans. Dort traf er den Direktor des Kopenhagener Museums, den Grafen Kroger, und unternahm mit diesem seine zweite Reise an den Golf von Mexiko. 1855 rüstete das State Department der USA für eine Expedition zur Vermessung von Kansas, an der auch Xantus teilnahm, dieser konnte dabei die Aufmerksamkeit des Smithsonian-Instituts gewinnen, indem er verschiedene Arbeiten naturgeschichtlichen, geo- und ethnographischen und linguistischen Inhalts einsandte.
1857 erhielt er von Seite der Union den Auftrag, das bis dahin unbekannte Südkalifornien wissenschaftlich zu erforschen. Diese Expedition währte bis September 1861, wo er sich im Fort Tejon aufhielt. Xantus schickte große Mengen Material nicht nur nach Washington, sondern auch nach Ungarn. Zugleich ermöglichte die Amnestie von 1861 seine Rückkehr nach Ungarn. Dort wurde er begeistert empfangen, zum korrespondierenden Mitglied der ungarischen Akademie ernannt und mit der Katalogisierung seiner Sammlung beauftragt. Nach längerem Aufenthalt in Ungarn kehrte er in seine neue Heimat zurück, er war bereits früher Bürger der Union geworden. Er wurde zunächst Sekretär im Flottendepartement.
Als Xantus 1862 in das Konsulat der USA nach Manzanillo versetzt wurde, unterstützten ihn Hammond und Baird mit Empfehlungsschreiben, um ihm auch als Naturwissenschaftler die Wege zu ebnen (er leitete eine Expedition in die Sierra Madre). Die politischen Verwicklungen um die Französische Intervention in Mexiko führten zum Abzug aller amerikanischen Konsulate und im Juni 1864 kehrte Xantus nach Ungarn zurück.
Dort inzwischen politisch rehabilitiert und als Naturwissenschaftler anerkannt, wurde er 1864 mit der Leitung des 1862 gegründeten Budapester Zoologischen Gartens betraut. Dieses Amt hatte er bis an sein Lebensende inne. Nachdem er einige Jahre als Berater für das Ungarische Nationalmuseum gearbeitet hatte, berief man ihn dort zum Kustos für Völkerkunde. 1869 begleitete er im Auftrag des ungarischen Unterrichtsministeriums nach Ostasien. In Hongkong kam es zu einem Eklat: Er verlangte vom dortigen Konsul, das Schild mit der Aufschrift k. k. Generalconsulat herabzunehmen und darauf den Titel österreichisch-ungarisches Generalconsulat zu ersetzen.  Später trennte er sich in Japan von der Expedition, bereiste im Auftrag des Ministeriums die Philippinen, Borneo, Sumatra, Java und kehrte Ende 1871 mit reichen zoologischen, botanischen und ethnographischen Sammlungen heim.
Ab 5. März 1872 war er der erste Direktor des Ethnografischen Museums Budapest.

## Werke
Er veröffentlichte 12 Werke in ungarischer, 15 in englischer, 9 in spanischer, 1 in deutscher und 2 in lateinischer Sprache.
- levelei Ėjszakamerik, Digitalisat, 1857

- J. Hunfalvy, Johann Xántus' Reise durch die Kalifornische Halbinsel, 1858

## Dedikationsnamen
In der englischen Sprache erinnert der Name des Vogels Xantus's murrelet (deutsch: Lummenalk) an ihn. George Newbold Lawrence nannte ihm zu Ehren den Schwarzstirn-Saphirkolibri (Basilinna xantusii). William Brewster ehrte ihn  1902 in der Westkreischeulen-Unterart (Megascops kennicottii xantusi). Er hinterließ seinen Namen auch der Familie der Nachtechsen und bei einigen Wüstenpflanzen. 2016 wurde ein Asteroid nach János Xántus benannt: (145593) Xántus. Adriaan Joseph van Rossem ehrte ihn 1939 in Buteo magnirostris xantusi, ein Name der heute als Synonym zur Wegebussard-Unterart Rupornis magnirostris griseocauda (Ridgway, 1874) betrachtet wird.

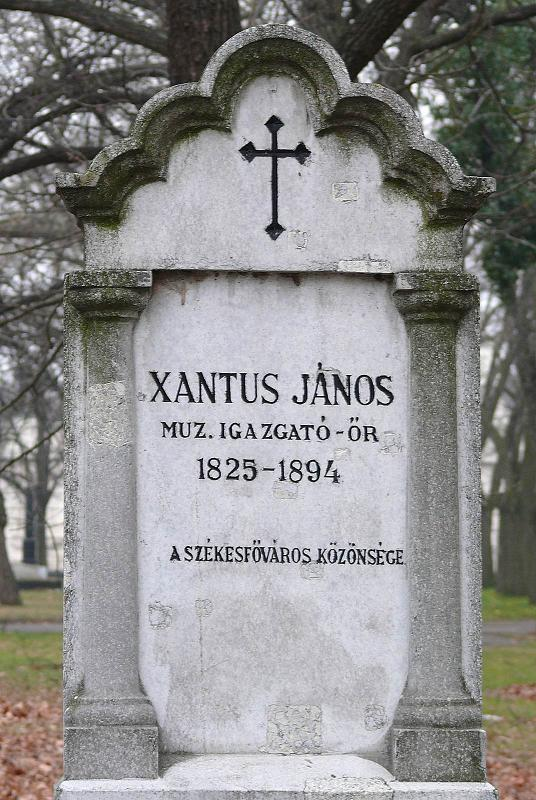
János Xántus' Grab in Budapest auf dem Kerepesi temető